# Condado de Węgorzewo
Condado de Węgorzewo (polaco: powiat węgorzewski) é um powiat (condado) da Polónia, na voivodia de Vármia-Masúria. A sede do condado é a cidade de Węgorzewo. Estende-se por uma área de 693,43 km², com 23 770 habitantes, segundo os censos de 2005, com uma densidade 34,28 hab/km².

## Divisões admistrativas
O condado possui:
Comunas rurais: Budry, Pozezdrze

## Demografia
População (dados de 30 de Junho de 2005):
|          | Total   | Total | Mulheres | Mulheres | Homens  | Homens |
| -------- | ------- | ----- | -------- | -------- | ------- | ------ |
|          | pessoas | %     | pessoas  | %        | pessoas | %      |
| Total    | 23 770  | 100   | 11 903   | 50,1     | 11 867  | 49,9   |
| Cidades  | 11 723  | 100   | 5902     | 50,3     | 5821    | 49,7   |
| Povoados | 12 047  | 100   | 6001     | 49,8     | 6046    | 50,2   |